# Шах Султан (дочка Селіма II)
Шах Султан (1544—1580) — османська принцеса. Дочка Селіма II і Афіфе Нурбану султан, сестра Мурада III.

## Біографія
Шах-султан народилась приблизно в 1544 році в Коньї і була старшою дитиною майбутнього султана Селіма II і Нурбану Султан. 1 серпня 1562 року в Стамбулі було влаштовано потрійне весілля: Сулейман I видав у шлюб своїх внучок (Шах-султан, Есмехан і Гевхерхан); першу за головного сокольничого Хасана-агу, другу за візира Соколлу Мехмеда-пашу, а третю за адмірала Піяле-пашу. З цього моменту всі три сестри залишалися жити в Стамбулі, куди після смерті султана Сулеймана прибули і їхні батьки.
Після смерті Хасана-аги Шах-султан вступила в шлюб у 1572 році з Зал Махмудом пашею (Алдерсон датує смерть Хасана-аги 13 січня 1574 року, а другий шлюб 1577 роком). Говорили, що Шах-султан і Мехмед паша так підходили одне одному, що вони одночасно захворіли, лежали на смертному одрі разом, і випустили дух в один момент.
Шах-султан померла у вересні 1580 року в Стамбулі і була похована в мечеті Зал Махмуд-паші в Ейюпа поруч з другим чоловіком.

## Діти
У другому шлюбі Шах-султан народила двох дітей:
- Фюлане-султан (1576? — після 1660) — була одружена з Абдал-ханом, онуком Бідлісі Шараф-хана.
- Султанзаде Кьосе Хюсрев-паша — загинув в Адилджевазе, там же похований.

## В культурі
Серіал «Величне століття» роль дорослої Шах виконала Іраз Фират.